# Organización Nacional de Mujeres Indígenas Andinas y Amazónicas del Perú
La Organización Nacional de Mujeres Indígenas Andinas y Amazónicas del Perú (ONAMIAP) es una organización no gubernamental fundada en 2009 en Perú que promueve los derechos individuales y colectivos de las mujeres, jóvenes y niñas indígenas. Está conformada por organizaciones y federaciones de mujeres a nivel regional, provincial y distrital cuyas lideresas han obtenido experiencia como dirigentes dentro de las rondas campesinas, programas del Vaso de Leche, comedores populares y clubes de madres, entre otros grupos de acción colectiva.
Utiliza estrategias de visibilizar e incidir políticamente a nivel comunal, regional y nacional para mejorar la gobernabilidad y sustentabilidad del territorio a partir de la participación de las mujeres indígenas. Tiene participación a nivel internacional a través de las Conferencias de las Naciones Unidas sobre el Cambio Climático, en la COP20 en Lima el 2014 y en la COP23 en Bonn el 2017.
Dentro de sus actividades también se encuentra la promoción de los derechos de las mujeres a través de ejecución de proyectos sociales que incluyen capacitaciones, boletines, publicaciones y audiovisuales.

## Bases sociales
La organización está conformada por diferentes organizaciones de base campesinas y originarias las cuales son:
| Región       | Comunidad      | Bases                                                                                  |
| ------------ | -------------- | -------------------------------------------------------------------------------------- |
| Loreto       | Shiwilu        | Organización de Comunidades Indígenas de Mujeres Shiwilu - OCIDMUSHI                   |
| Cusco        | Pueblo quechua | Federación de Mujeres Campesinas de la Provincia de Anta - FEMCA                       |
| Piura        | Pueblo quechua | Asociación Distrital de Mujeres del Carmen de la Frontera - ADMUCAF                    |
| Cajamarca    | Pueblo quechua | Federación de Rondas Campesinas Femeninas del Norte del Perú - FEROCAFENOP             |
| Ucayali      | Asheninka      | Federación de Mujeres Indígenas de la Provincia de Atalaya - FEMIPA                    |
| Ucayali      | Shipibo-conibo | Organización Regional de Mujeres Indígenas de la Región Ucayali - ORDEMI               |
| Junín        | Ashánincas     | Organización de Mujeres Indígenas Amazónicas Ashaninkas de la Selva Central - OMIAASEC |
| Ayacucho     | Pueblo quechua | Federación Regional de Mujeres Indígenas de Ayacucho - FEREMIA                         |
| Apurímac     | Aimaras        | Organización de Mujeres Originarias Aimaras del Collao Ilave -OMOACI                   |
| Puno         | Pueblo quechua | Asociación de Mujeres Centralizada, SUMAC TIKA.                                        |
| Huancavelica | Pueblo quechua | Federación de Mujeres de la Provincia de Angaraes, FEMUPA.                             |
| Apurímac     | Pueblo quechua | Federación Distrital de Mujeres de Cotabambas, FEDIMUC.                                |

## Algunas publicaciones
- Vergara Rodríguez, Roxana (2020). Mujeres y territorio. La lucha por el reconocimiento y la participación de las mujeres indígenas, andinas y amazónicas en el Perú. Lima: ONAMIAP, Oxfam América.
- Ketty Marcelo, Gladis Vila y los aportes de veintidós lideresas indígenas (2016). Consulta previa en minería: Manual de capacitación para mujeres indígenas. ONAMIAP, (GIZ) GmbH. Archivado desde el original el 20 de febrero de 2017.